# Le Chéri de maman
Pour plus de détails, voir Fiche technique et Distribution.
Le Chéri de maman (Il cocco di mamma) est une comédie italienne réalisée par Mauro Morassi et sortie en 1957.

## Fiche technique
- Titre original italien : Il cocco di mamma[1]
- Titre français : Le Chéri de maman[2]
- Réalisation : Mauro Morassi
- Scenario : Pasquale Festa Campanile, Massimo Franciosa, Emo Bistolfi, Luciano Vincenzoni
- Photographie :	Alvaro Mancori
- Montage : Lionello Massobrio
- Musique : Armando Trovajoli
- Costumes : Maria Cristina Iasenich
- Maquillage : Eligio Trani
- Société de production : Cineproduzione Emo Bistolfi, Pallavicini
- Pays de production :  Italie
- Langue originale : Italien
- Format : Noir et blanc - Son mono - 35 mm
- Durée : 91 minutes
- Genre : comédie
- Dates de sortie :
  - Italie : 5 décembre 1957
  - France : 1960[2]

## Distribution
- Maurizio Arena : Aldo Manca
- Ingeborg Schöner : Laura Tarantini
- Geronimo Meynier : Smilzo
- Raffaele Pisu : Vasco
- Franca Rame : Delia
- Edoardo Nevola : le petit Leo
- Memmo Carotenuto : Orazio, le père de Vasco
- Virgilio Riento : Achille, le père d'Aldo
- Leda Gloria : la mère d'Aldo
- Giulio Battiferri : gérant de la boîte de nuit Odeon
- Anna Campori : la mère de Laura
- Valeria Fabrizi : Wanda
- Carlo Pedersoli : Oscar
- Enzo Fiermonte : Michele, l'entraîneur
- Marco Tulli : agent de la circulation
- Ughetto Bertucci : conducteur du bus
- Isabella Biagini : Rosa
- Alvaro Strina : athlète boxeur
- Mimmo Poli : propriétaire de la boîte de nuit Odeon
- Franco Fantasia
- Federico Tocci